# Neapol Scytyjski

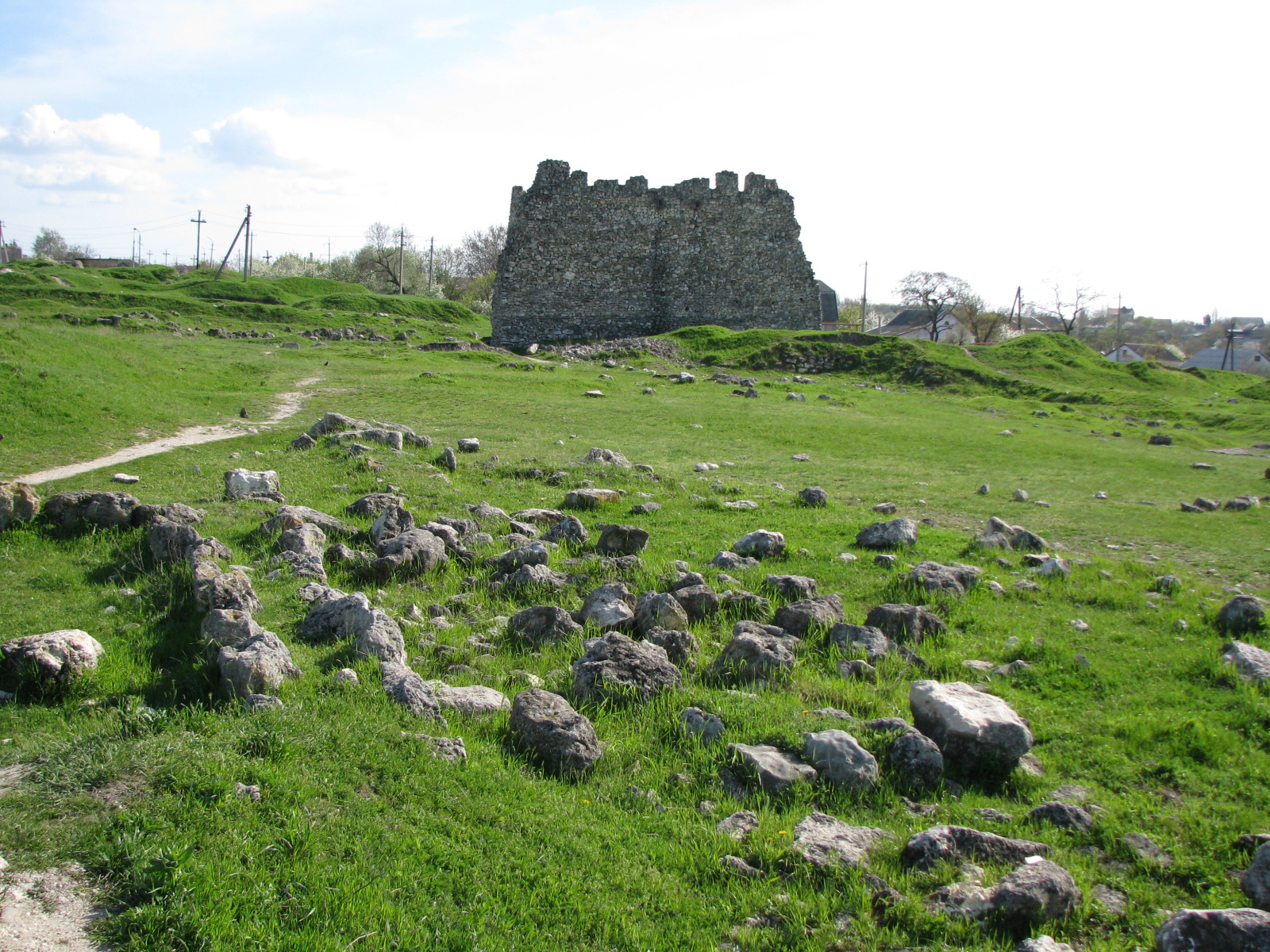
Pozostałości Neapolu Scytyjskiego (2008)

Neapol Scytyjski (ukr. Неаполь Скіфський; ros. Неаполь Скифский) – grecka nazwa stolicy państwa scytyjskiego na Krymie, której pozostałości znajdują się w południowo-wschodniej części dzisiejszego Symferopola, na brzegu rzeki Sałhyr.

## Wykopaliska
Zostało przypadkowo odkryte w 1827. Pierwsze badania były przeprowadzone przez Aleksieja Uwarowa. Ruiny badano dokładniej w latach 1945–1946. Systematyczne badania archeologiczne datują się od 1954.

## Historia
Miasto założone zostało w III wieku p.n.e. Stolicą państwa Scytów stało się po opuszczeniu, w wyniku naporu Sarmatów, terenów naddnieprzańskich oraz poprzedniej stolicy – grodzisko Kamjanśke. Rozkwit Neapolu nastąpił w II wieku p.n.e. W przeciwieństwie do Kamjanśke, które znane jest tylko z metalurgii, rzemiosło Neapolu było bardziej zróżnicowane. Wykopaliska świadczą o istnieniu rzemieślniczej produkcji ceramiki, która zazwyczaj najdłużej utrzymuje się na poziomie chałupniczym. Widoczne są tu również szersze kontakty międzynarodowe, miasto było dużym ośrodkiem handlowym.
Neapol został zniszczony w IV wieku n.e. podczas najazdu Hunów.
W 1785, podczas wznoszenia Symferopola przez rosyjskich osadników wojskowych, ruiny stały się głównym źródłem kamiennego budulca, co dopełniło miary zniszczeń obiektu.

## Położenie
Miasto wzniesione zostało na cyplu skalnym zamkniętym z 3 stron pionowym urwiskiem, a z jedynej dostępnej strony pobudowano mur obronny o grubości przeciętnej 2,5 – 6,5 m (ale dochodzące nawet do 12,5 m) i wysokości 5-8 m, w którym znajdowały się 2 bramy wjazdowe. Ten układ umocnień zdradza podobieństwo do obwarowań tauryjskich, chociaż sama konstrukcja muru przypomina umocnienia starożytnej Grecji – składa się z 2 ścian osłonowych zapełnionych łupanym kamieniem na glinianej zaprawie. W III wieku p.n.e., kiedy istniała jeszcze pierwsza stolica – Grodzisko Kamjanśke, mur był słabszy i miał zaledwie 3,5 m szerokości. W II wieku p.n.e. został przebudowany i wzmocniony. Miasto zajmowało w sumie powierzchnię 20 ha.

## Zabytki
Do naszych czasów zachowały się:
- fragmenty monumentalnej architektury pałacowej i sepulkralnej, w tym świątyni (tzw. dom z portykami) i placu paradnego,
- resztki domów mieszkalnych z kamienia, surowej cegły i drewna, krytych dachówką, pokrytych połyskliwą z zewnątrz gliną i często ozdobionych malowidłami,
- fragmenty murów obronnych z mauzoleum w ich obrębie.

### Mauzoleum

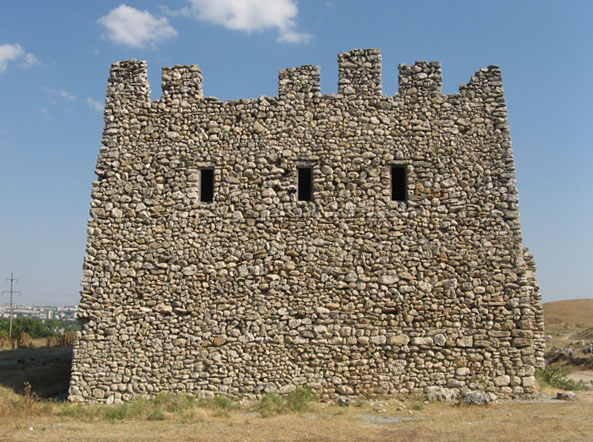
Mauzoleum w Neapolu Scytyjskim

Postawa grobowca ma prawie kształt kwadratu o wymiarach 8,65 × 8,1 m, a ściany mauzoleum, zachowane do wysokości około 3 m, zbudowano z dużych bloków. Fasada budowli została starannie wykończona płytami ułożonymi na sposób grecki – płyty układano kolejno licem i boczną krawędzią. Mur budowano na glinianej zaprawie. Do wnętrza budowli prowadziło jedno wejście, umieszczone na ścianie wschodniej. Na wprost drzwi widoczne były resztki schodów. Wnętrze pomieszczeń wypełniała zwykła niewypalona glina, która miała zabezpieczać pochówki przed grabieżą.
Za najstarszy i główny pochówek wewnątrz mauzoleum uważa się sarkofag z kamiennych płyt, wpuszczony w specjalne wgłębienie wykute w skale i znajdujący się w północno-zachodnim kącie pomieszczenia. W sarkofagu tym znajdował się szkielet mężczyzny ułożony na plecach z głową na zachód oraz resztki wyposażenia grobu: u nóg leżały 2 miecze, 3 oszczepy, żelazny hełm i gorytos, z którego zachowały się jedynie kółka do zawieszania, zdobiące go złote blaszki i żelazne groty strzał. Jeden z mieczy leżał przy boku zmarłego. Podczas badania grobu odkryto dużą ilość złotych blaszek, zdobiących odzież zmarłego.
Do tego pochówku, pochodzącego z II-I wieku p.n.e., archeolodzy zaliczają również 4 szkielety końskie i szkielet psa, znajdujące się na podłodze pośrodku mauzoleum. Szkielet piątego konia leżał na stopniach schodów. Wokół niego znaleziono rozsypane ułamki czarek z czarnej i czerwonej laki, pozostawione widocznie w czasie stypy. W pobliżu szkieletów końskich, w drewnianej trumnie, leżał głową na wschód szkielet mężczyzny.
Następne pochówki umieszczono nad najstarszym grobem. Były to ułożone w kilku rzędach drewniane trumny, w których często na podściółce z wojłoku znajdowały się pochówki, w sumie w liczbie 72. W warstwie górnej pochówki znajdowały się w czasie badań archeologicznych w bardzo złym stanie: trumny przegniły, kości pozapadały się w dół i zmieszały. Wiele grobów ograbiono jeszcze w starożytności. Badacze wyodrębnili kilka grup pochówków, z których najbardziej interesująca okazała się grupa wschodnia. Składała się ona z sześciu kondygnacji grobów, wśród których wyróżniał się okazałością pochówek zamożnej kobiety, położonej w pięknym drewnianym sarkofagu, pomalowanym błękitną i różową farbą. Przy zmarłej znaleziono mnóstwo złotych przedmiotów pozwalających oznaczyć datowanie pochówku na początek naszej ery.
W toku badań ustalono, że pochówek główny należał do władcy (przypuszcza się, że do Skilurosa lub jego syna Palakosa), a pozostałe do prawdopodobnie starszyzny scytyjskiej z różnych okresów istnienia miasta, zajmującej wysoką pozycję społeczną. Prawdopodobnie żoną któregoś z władców była też kobieta w sarkofagu.

### Pozostałe znaleziska
Do najsłynniejszych zabytków odnalezionych w trakcie wykopalisk w Neapolu Scytyjskim należy relief z II wieku n.e., przedstawiający króla Skilurosa z synem Palakosem oraz inny, przedstawiający młodzieńca na koniu.
Wspaniałe wyroby jubilerskie znalezione w mauzoleum można podzielić na dwie grupy. Pierwsza z nich obejmuje wyroby importowane, druga – produkty miejscowe, typowo scytyjskie. Mamy więc do czynienia z dużym ośrodkiem rzemieślniczym. Odkryto tutaj liczne przykłady ceramiki miejscowej i importowanej, broń, złote przedmioty i ozdoby oraz zabytki epigrafiki i malowidła grobowcowe.
Bardzo rozwinięte były też kontakty handlowe miasta, obejmujące swym zasięgiem wiele krajów. Tradycyjnie najściślejsze związki łączyły Neapol z greckimi miastami Krymu. Wiele przedmiotów z neapolitańskiego mauzoleum wykonali, prawdopodobnie dla rynku scytyjskiego, greccy mistrzowie, doskonale znający potrzeby scytyjskie. Za przykład może tu służyć skarabeusz z krwawnika z wyrzeźbioną głową Scyty i liczne wyroby ze złota, często przypominające biżuterię kaukaską. Obfity materiał potwierdza również kontakty z koczownikami północnych stepów.
Znaleziska z Neapolu Scytyjskiego przechowywane są obecnie w petersburskim Ermitażu.